# Misughaa
Misughaa ist ein Verwaltungsbezirk (englisch Ward) des Distrikts Ikungi in der tansanischen Region Singida.

## Geografie
Misughaa ist ein Bezirk im nördlichen Zentralteil von Tansania etwa 40 km Luftlinie südöstlich der Regionshauptstadt Singida. Bei der Volkszählung 2022 lebten 9051 Menschen in 1799 Haushalten auf einer Fläche von 213 km².
Der Bezirk grenzt im Nordosten an den Distrikt Singida DC, im Osten und im Südosten an die Region Dodoma und sonst an Bezirke des Distrikts Ikungi:
| Mungaa | Kikio                                       | Mughunga    |
| Lighwa | Kompassrose, die auf Nachbargemeinden zeigt | Kinyamsindo |
| Ntuntu | Mang'onyi                                   | Ovada       |

## Gliederung
Der Bezirk besteht aus drei Gemeinden (swahili Mtaa) mit 18 Orten (Kitongoji):
| Sakaa - Mlimani - Sakaa Ofisini - Kistengere - Mriwa - Igunga B - Madukani | Msule - Kisikia - Misule - Sakira - Isamacha - Rigu | Misughaa - Rigu - Misughaa Darajani - Mighanga - Msui - Mvae - Midaani - Igunga A |

## Wirtschaft und Infrastruktur
- Landwirtschaft: Es werden 18.000 Rinder, 8000 Ziegen, 2000 Schafe und 23.000 Hühner gehalten (Stand 2016).[8]
- Bildung: Die Dr Ali M Shein Seconjdary School ist eine staatliche weiterführende Schule, die rund 200 Schüler bis zur 4. Stufe ausbildet.[9]
- Gesundheit: Im Bezirk befindet sich eine staatliche Apotheke.[10]